# Systenita prasina
Systenita prasina är en spindelart som beskrevs av Simon 1893. Systenita prasina ingår i släktet Systenita och familjen dallerspindlar.
Artens utbredningsområde är Venezuela. Inga underarter finns listade i Catalogue of Life.